# 登博什尼察河
54°07′47″N 15°26′49″E / 54.1296°N 15.4469°E

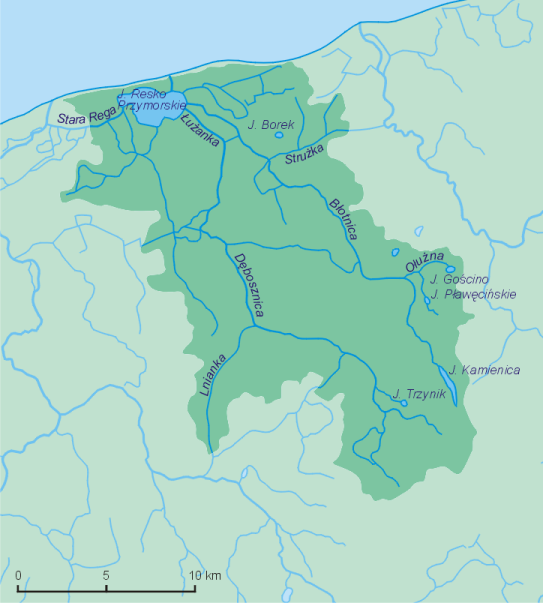

登博什尼察河是波蘭的河流，位於該國西北部西波美拉尼亞省，處於科沃布熱格縣，河道全長32公里，2011年水質評估顯示該河有中等的生態潛力。